# Akela (genre)
Pour l’article homonyme, voir Akela.
Genre
Akela est un genre d'araignées aranéomorphes de la famille des Salticidae.

## Distribution
Les espèces de ce genre se rencontrent en Amérique du Sud, en Amérique centrale et au Pakistan.

## Liste des espèces
Selon World Spider Catalog (version 24, 14/03/2023) :
- Akela charlottae Peckham & Peckham, 1896
- Akela fulva Dyal, 1935
- Akela ruricola Galiano, 1999
- Akela scaloneta Rubio, Baigorria & Stolar, 2023

## Systématique et taxinomie
Ce genre a été décrit par Peckham et Peckham en 1896 dans les Attidae.

## Publication originale
- Peckham & Peckham, 1896 : « Spiders of the family Attidae from Central America and Mexico. » Occasional Papers of the Natural History Society of Wisconsin, vol. 3, no 1, p. 1-101 (texte intégral).